# Räddningsinsats

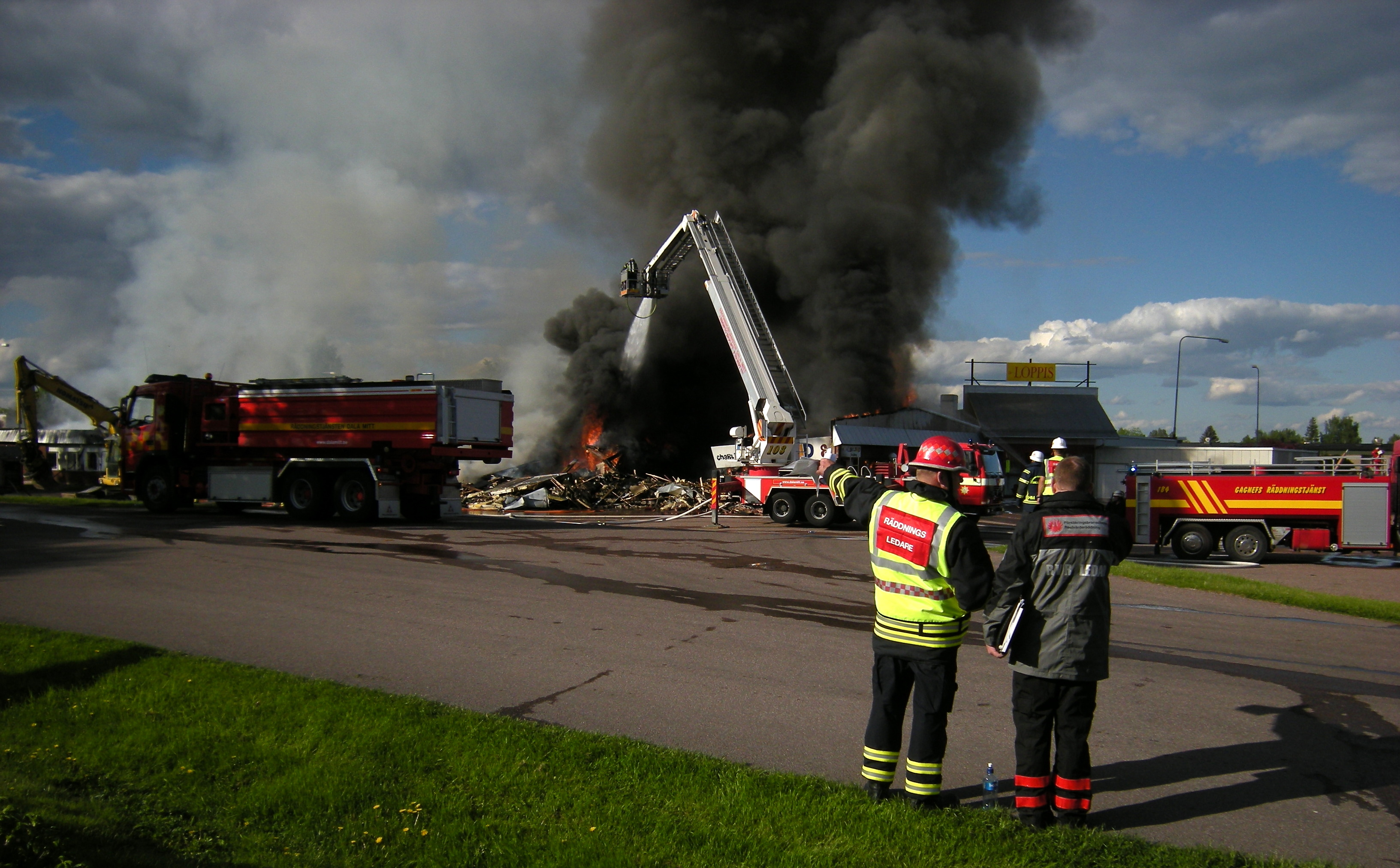
Räddningsledare och restvärdesledare vid brand

Räddningsinsats är en organisatorisk arbetsform för att hindra och begränsa skador på människor, egendom eller miljö, bestående av samhällets resurser, främst i form av räddningstjänst, ambulanssjukvård, polis, men även andra staliga organisationer som ingår i räddningstjänstbegreppet. De vanligaste förekommande räddningsinsatserna är trafikolyckor, bränder och andra olyckor. En räddningsinsats leds av en räddningsledare enligt lagen om skydd mot olyckor.